# 科佩爾城市市鎮

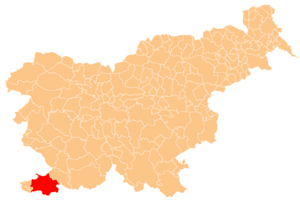
在全国的位置

科佩爾城市市鎮，是斯洛文尼亞的一個城市市镇，位於該國西南部，行政中心設於科佩爾，處於亞得里亞海沿岸，始建於1994年，面積31.1平方公里，2008年人口47,539，人口密度每平方公里1,500人。